# Walk It Off
Albums de Tapes 'n Tapes
The Loon
(2005)
Walk It Off est le deuxième album du groupe de rock indépendant Tapes 'n Tapes, sorti sur XL Recordings en 2008. Contrairement au premier album, The Loon, produit par le bassiste du groupe, Erik Appelwick, enregistré dans un studio prêté par un ami et sorti sur leur propre label, Ibid Records, ce deuxième album bénéficia de conditions plus professionnelles aux studios Tarbox Road de New York et d'un producteur chevronné, Dave Fridmann. Cet album devait préalablement compter 15 titres, mais la version finale n'en a que 12.
L'accueil critique de cet album a été globalement bon (score de 61 % sur Metacritic) mais sans susciter le même enthousiasme que lors de la sortie du premier album. Pitchfork, par exemple, n'a attribué à cet album que la note de 5,9/10, contre 8,3/10 pour le premier.

## Liste des titres
1. Le Ruse – 2:56
2. Time of Songs – 3:42
3. Hang Them All – 3:00
4. Headshock – 2:48
5. Conquest – 4:14
6. Say Back Something – 3:12
7. Demon Apple – 4:30
8. Blunt – 3:10
9. George Michael – 4:02
10. Anvil – 3:34
11. Lines – 4:03
12. The Dirty Dirty – 5:02